# Ascobolus purpurascens
Ascobolus purpurascens är en svampart som beskrevs av Pers. Ascobolus purpurascens ingår i släktet Ascobolus och familjen Ascobolaceae.   Inga underarter finns listade i Catalogue of Life.